# Stade des Ormes
 (juillet 2025).
Motif : Quelle est la notoriété de ce stade ?
- Archive Wikiwix
- Bing
- Cairn
- DuckDuckGo
- E. Universalis
- Gallica
- Google
- G. Books
- G. News
- G. Scholar
- Persée
- Qwant
- (zh) Baidu
- (ru) Yandex
- (wd) trouver des œuvres sur Wikidata

| 1. | Préciser le motif de la pose du bandeau. | Précisez le motif de la pose du bandeau en utilisant la syntaxe suivante : {{admissibilité à vérifier\|date=juillet 2025\|motif=remplacez ce texte par le motif}}                    |
| 2. | Informer les utilisateurs concernés.     | Pensez à avertir le créateur de l'article, par exemple, en insérant le code ci-dessous sur sa page de discussion : {{subst:avertissement admissibilité à vérifier\|Stade des Ormes}} |

Le stade des Ormes est un stade situé à Lomme le long de la rue de Lompret.
Avec une tribune de 1 500 places assises, il est utilisé quotidiennement par le club d'athlétisme local, l'OSM Lomme Athlétisme ainsi que le Lille Rugby Club.